# Calliephialtes bicolor
Calliephialtes bicolor är en stekelart som först beskrevs av Brulle 1846.  Calliephialtes bicolor ingår i släktet Calliephialtes och familjen brokparasitsteklar. Inga underarter finns listade.